# Kiss My (Uh-Oh)
Kiss My (Uh-Oh) è un singolo della cantante britannica Anne-Marie e del girl group britannico Little Mix, pubblicato il 23 luglio 2021 come quarto estratto dal secondo album in studio di Anne-Marie Therapy.

## Descrizione
Kiss My (Uh-Oh) è stato descritto come un brano calypso pop e accostato da Robin Murray di Clash ai lavori di Beyoncé. Contiene un campionamento della canzone Never Leave You (Uh Oooh, Uh Oooh) di Lumidee del 2003.

## Video musicale
Il video musicale, diretto da Hannah Lux Davis e ispirato al film Le amiche della sposa, è stato reso disponibile in concomitanza con l'uscita del singolo.

## Tracce
Download digitale
1. Kiss My (Uh-Oh) – 2:57

Download digitale
1. Kiss My (Uh-Oh) (Billen Ted Remix) – 2:45

## Classifiche
| Classifica (2021) | Posizione massima |
| ----------------- | ----------------- |
| Croazia           | 20                |
| Irlanda           | 15                |
| Regno Unito       | 10                |